# Katja Flint
Pour les articles homonymes, voir Flint.
Katja Flint, née le 11 novembre 1959 à Stadthagen, est une actrice allemande.

## Biographie
Katja Flint passe son enfance en Allemagne et aux États-Unis. Après avoir obtenu son diplôme d'études secondaires et suivi une formation d'actrice, elle débute au Residenz Theater de Munich.
Elle fait ses débuts au cinéma en 1982 dans Piratensender Powerplay. 
En 2000, elle incarne Marlene Dietrich dans Marlene, film italo-allemand réalisé par Joseph Vilsmaier, qui a reçu le Hollywood Film Award .
Depuis 2014, elle se passionne pour la photographie artistique. Une monographie est publiée en février 2019 par DISTANZ Verlag pour sa première exposition au musée d’art contemporain Kunsthalle Rostock.
Katja Flint est mariée à Heiner Lauterbach de 1985 à 2001. Puis de 2001 à 2006, elle est la partenaire de l'écrivain autrichien Peter Handke.

## Filmographie
- 1982 : Piratensender Powerplay : Une pensionnaire
- 1984 : Les deux font la paire (Scarecrow and Mrs. King) (1984) TV : la femme dans l'église
- 1984 : Zinsen des Ruhms TV : la journaliste
- 1985: Vergeßt Mozart : Magdalena Demel
- 1985: Nur Frauen, kein Leben
- 1985 : Kolp : Hilde
- 1985: Zwischen den Zeiten TV : Maria Horlacher
- 1986 : Paradies: La vendeuse
- 1986 : Lauter Glückspilze TV
- 1986-1992 : L'Enquêteur TV
- 1986-2010 : Le Renard TV
- 1987 : Der Stein des Todes
- 1987: Zwischen Himmel und Erde TV
- 1987-1991 : Un cas pour deux TV : Tanja / Mrs. Naumann/ Ilona Keller
- 1988: Spielergeschichten TV
- 1989 : Giovanni oder die Fährte der Frauen TV : Zerline
- 1989 : Das Nest TV : Lissy
- 1989 : Corriger la fortune (Der lange Sommer)     TV : Clarissa
- 1990 : Inspecteur Derrick : Alina Malikowa (Der Einzelgänger) TV : Marion
- 1991: Leo und Charlotte TV : Charlotte
- 1991 : Tod auf Bali TV
- 1992: Wolff, police criminelle TV : Maureen Wright
- 1992 : Den demokratiske terroristen: Monika
- 1992: Regina auf den Stufen TV : Ruth Bornemann
- 1993: Berlin antigang (Berlin Break) TV : Maria MacKenzie
- 1993: Leo und Charlotte TV : Charlotte
- 1994 : Commissaire Léa Sommer TV : Michaela
- 1994 : Voll normaaal: la femme en Porsche
- 1994 : Les invincibles: Melba Dessaul
- 1994 : Alles außer Mord! TV : Yvonne Mehring
- 1994: Die letzte Entscheidung TV : Ariane März
- 1994: Der König von Dulsberg : Roxana
- 1994: Du bringst mich noch um : Helga Thaler
- 1995 : L'As des privés (it) TV : Katja Teplitz
- 1995 : In uns die Hölle TV : Ines Nielsen
- 1995 : Bruder, ich brauche dein Blut TV : Barbara Schober
- 1995-2006 : Tatort TV : Marie Eschen / Christina Lehndorff
- 1996 : Das Mädchen Rosemarie TV : Christine
- 1996 : Le Cercle de la peur (Kreis der Angst)     TV : Stella
- 1996: Lautlose Schritte TV : Lisa Sundermann
- 1996 : Der Venusmörder TV : Laura Grimm
- 1996: Der König TV : Judith Weirich
- 1997 : Ballermann 6 : Cameo appearance
- 1997 : Ende einer Leidenschaft TV : Lina Fischer
- 1997 : Appartement für einen Selbstmörder TV : Daniela Faust
- 1998: Annas Fluch - Tödliche Gedanken TV : Anna Cremerius
- 1998: Widows - Erst die Ehe, dann das Vergnügen : Elisabeth Bernsdorf
- 1998 : Vickys Alptraum TV : Vicky
- 1999 : Straight Shooter : Regina Toelle
- 1999: Ein großes Ding TV : Anna Klages
- 2000: Marlene: Marlène Dietrich
- 2001: Rosa Roth TV : Hella Senger
- 2001 : Suck My Dick : Jeanny
- 2001 : Gone Underground
- 2001 : L'affaire Vera Brühne TV : Isabel Mende
- 2002: Zwei Affären und eine Hochzeit TV : Katharina Schön
- 2002 : L'été d'Olga : Caroline Sax
- 2002: Der Solist - In eigener Sache TV : Anna Burck
- 2002 : Le Jeune Casanova TV : Madame de Pompadour
- 2003 : Liebe und Verlangen : Puppa
- 2003: In der Mitte eines Lebens TV : Constanze Ambach
- 2004: Für immer und jetzt TV : Christina 'Chris' Neuhoff
- 2004 : 21 Liebesbriefe TV : Franziska Luginsland
- 2004: Pfarrer Braun TV : Dr. Friederike von Boest
- 2004: Wie krieg ich meine Mutter groß? TV : Gisela 'Ginger' Döhler
- 2004 : Pura vida Ibiza : Anna
- 2005: Kabale und Liebe TV : Lady Milford
- 2005 : La Massaï blanche : Elisabeth
- 2006 : Franziskas Gespür für Männer TV : Franziska Luginsland
- 2006 : Herzentöter : Julia Mikitsch
- 2007: Die ProSieben Märchenstunde TV : Fürstin Alrauna
- 2007: Mütter Väter Kinder TV : Gisela 'Ginger' Döhler
- 2007: Warum Männer nicht zuhören und Frauen schlecht einparken  : Frau Kitzelbach
- 2008: SOKO Kitzbühel  TV : Katharina Gloger
- 2008: Mord in aller Unschuld TV : Franziska Luginsland
- 2008 : Soko brigade des stups (SOKO 5113) TV : Sonja Schütz
- 2009: Liebling, weck die Hühner auf TV : Beate Teuffel
- 2009: Jenseits der Mauer TV : Heike Molitor
- 2009: Der verlorene Sohn TV : Stefanie Schröder
- 2009: Liebe und andere Gefahren TV : Franziska Luginsland
- 2009 : Coup de foudre au bout du monde TV : Eva Färber
- 2009 : Une équipe de choc TV : Susanne Berger
- 2010 : Commissaire LaBréa - Mord in der Rue St. Lazare TV :     Germaine Molin
- 2010 : Zeiten ändern dich : la mère de Selina
- 2010: Frösche petzen nicht TV : Katherina Malinowski
- 2011 : Halbmond TV : Charlotte Reinke
- 2011: Schandmal - Der Tote im Berg TV : Hanna Weiß
- 2011 : Nachtschicht TV : Iris Wilhelmina
- 2011 : Die Superbullen - Sie kennen keine Gnade
- 2012: Heiraten ist auch keine Lösung TV: Carla
- 2012: Marie Brand und das Lied von Tod und Liebe TV: Carlotta Berg
- 2014: Das Traumschiff : Perth TV : Sonja Blum
- 2014: Une équipe de choc : Späte Rache TV : Christiane Elliott
- 2014: SOKO Stuttgart: Fenster zum Hof  TV
- 2014: Liebe am Fjord: Die Frau am Strand  TV: Brigitta Nielebeck
- 2017: Je ne me tairai pas : Mme Ahrens
- 2018: Tatort: Der Turm